# Крутов, Кирилл Алексеевич
Кири́лл Алексе́евич Кру́тов (род. 5 сентября 2000, Раменское, Московская область) — российский хоккеист, нападающий казанского «Ак Барса». Мастер спорта России (2025).

## Биография
Родился в городе Раменское Московской области 5 сентября 2000 года. В дальнейшем семья переехала в Воскресенск Московской области, где в возрасте трёх лет Кирилл начал заниматься хоккеем в академии хоккейного клуба «Химик».
С сезона 2017/2018 года находился в системе клубов Республики Татарстан и выступал за клуб молодёжной хоккейной лиги «Ирбис».
С 2019 года был нападающим казанского клуба «Барс». На протяжении четырёх сезонов играл во Всероссийской хоккейной лиги.
В сезоне 2021/22 года Кирилл провёл 2 матча регулярного чемпионата КХЛ за «Ак Барс». В сезоне 2023/24 выступал за «Нефтяник» из Альметьевска, провёл 66 игр, забил 15 шайб, сделал 33 результативных передачи.
Перед началом сезона КХЛ 2024/25 подписал двусторонний контракт с «Ак Барсом» на два года.